# Doyle Dane Bernbach
Doyle Dane Bernbach mais conhecida por DDB, é uma agência de publicidade estado-unidense fundada por Maxwell (Mac) Dane, James "Ned" Doyle, e William Bernbach em 1949.
Se tornou famosa nos anos 50 e 60 por suas campanhas inovadoras para a Volkswagen ("Think Small"), Avis Rent A Car System Inc. ("We Try Harder"), e outras companhias.
Ela foi também responsável pela campanha publicitária que ajudou Lyndon B. Johnson a ganhar a presidência dos Estados Unidos da América em 1964.
No Brasil, é sócia da agência DM9DDB - o outro sócio é o brasileiro Grupo Ypy de Comunicação, de Nizan Guanaes e Guga Valente.